# Kirby's Dream Land 2
Kirby's Dream Land 2, conocido en Japón como Hoshi no Kirby 2  (星のカービィ2 Hoshi no Kābī Tsū?, lit. Kirby de las Estrellas 2), es un videojuego de plataformas desarrollado por HAL Laboratory y distribuido por Nintendo para Game Boy. También puede ser jugado en la Super Game Boy, proporcionándole al juego leves cambios tales como añadiendo una personalizada combinación de colores, un borde especial de juego y unos pocos nuevos efectos de sonido. El juego fue inicialmente lanzado en Japón el 20 de marzo de 1995 y posteriormente en Estados Unidos el 21 de marzo del mismo año, justo un día más tarde. En Europa llegó también en 1995, tardando más en llegar que en el resto de mercados.
Es la secuela directa de los juegos Kirby's Dream Land y Kirby's Adventure. Este continúa las aventuras de Kirby tras sus anteriores entregas, añandiendo tres nuevos animales amigos que ayudarán a Kirby en sus batallas: Rick, el hámster; Coo, el búho y Kine, el pez luna.
Inicialmente se pensó en hacer una reedición de Kirby's Dream Land 2 para Game Boy Color con el título de Kirby's Dream Land 2 DX. No obstante, más tarde fue cancelado junto con Metroid II: Return of Samus DX, reedición de otro juego de Game Boy.

## Trama
La trama sigue las aventuras de Kirby, un entrañable ciudadano de Dream Land de color rosado. En esta aventura, los puentes arcoíris que conectan las diversas islas de esta tierra han sido robados por un mal conocido como Dark Matter, quien habiendo poseído al Rey Dedede tiene como objetivo conquistar Dream Land. Kirby se propone hacer frente a Dark Matter y desbaratar sus planes, contando con la ayuda de tres nuevos amigos: Rick, Coo y Kine.

## Presentación
Al igual que Kirby's Dream Land, el aspecto visual de Kirby's Dream Land 2 se basa en una escala de grises y se desarrolla en dos dimensiones (2D). No obstante, cuando es jugado en el Super Game Boy, los gráficos pasan a ser coloridos, aunque de forma limitada, con un borde característico con dibujos de Kirby y de diversos animales que le ayudan durante su aventura.
Y a diferencia del Kirby's Dream Land original, la música y los efectos de sonido de Kirby's Dream Land 2 han sido compuestos por Hirokazu Ando y Tadashi Ikegami, siendo ambos compositores regulares de la compañía Hal Laboratory.

## Juego
Kirby's Dream Land 2, al igual que diversos juegos anteriores de Kirby, es un videojuego de plataformas. Kirby es capaz de caminar, nadar y volar a lo largo de una gran variedad de niveles, siendo ayudado por varios aliados y utilizando las diversas habilidades absorbidas a los distintos enemigos a su favor para conseguir llegar al final de cada nivel. Sin embargo, una gran variedad de obstáculos se encuentran en su camino, desde multitud de fosas y hoyos hasta infinidad de enemigos de todo tipo. Si Kirby es tocado por un enemigo o golpeado por algún ataque enemigo, éste perderá una barra de salud, teniendo un total de 6 y cayendo derrotado si pierde todas ellas.
Los movimientos más básicos de Kirby son correr, saltar, volar, nadar y absorber. Para que Kirby vuele es necesario que inicialmente absorba aire para después saltar y poder desplazarse por el aire, pulsando continuamente el botón de salto correspondiente y pudiendo alcanzar cierta altura si no hay nada que se lo impida. Siempre que Kirby haya absorbido aire, esté volando, y el jugador deje de presionar el botón de salto, irá perdiendo aire poco a poco hasta que finalmente se queda sin nada y cae al suelo, pudiéndolo soltar también el aire para caer al suelo cuando uno quiera. Cuando el aire es expulsado voluntariamente por Kirby, expulsa una especie de nube de aire que puede ser usada para dañar a sus enemigos o destruir diversos bloques.
La habilidad de Kirby de absorber todo tipo de comida, objetos y enemigos es su característica más reconocida a lo largo de sus juegos y, al mismo tiempo, un sello de identidad propia, pudiendo Kirby absorber prácticamente cualquier cosa con tan solo púlsar el botón "B". Kirby puede entonces absorber indefinidamente cualquier tipo de comida, objeto y enemigo que esté a su alcance, pudiendo llegar a comérselo. Cuando come algún tipo de comida, Kirby recupera parte de la salud que pudiera haber perdido a causa del daño recibido con anterioridad por parte de algún enemigo o superficie peligrosa. Por otro lado, cuando Kirby absorbe algún objeto o enemigo, tiene la posibilidad de lanzarlos en forma de estrella para dañar a otros enemigos o romper otros objetos. Cuando Kirby absorbe enemigos también puede tragárselos para adquirir entonces sus habilidades, pudiendo echar aliento de hielo o convertirse en dura piedra entre otras, dependiendo del enemigo absorbido.
Kirby's Dream Land 2 introduce a tres nuevos aliados que ayudan a Kirby en su aventura, los cuales son Rick, un hámster que permite a Kirby montarse sobre su espalda para poder correr más rápido y no resbalar por el hielo; Coo, un búho que puede llevar a Kirby y volar a través de duras corrientes de viento, permitiendo también a Kirby absorber mientras vuela; y Kine, un pez luna que puede llevar a Kirby en su boca y nadar a través de aguas de gran corriente con facilidad, permitiendo también a Kirby absorber debajo del agua. Cuando Kirby es ayudado por uno de estos amigos, la habilidad que haya absorbido a un enemigo se ve alterada. Por ejemplo, si Kirby tiene la habilidad "chispazo" cuando va montado sobre Rick, entonces podrá utilizar un ataque muy similar al rayo aparecido anteriormente en el juego Kirby's Adventure.

## Controversia
Kirby's Dream Land 2 fue un juego exitoso, pero hubo algo que Nintendo no se atrevería a hacer actualmente. En el nivel 5-5, se puede apreciar la forma de una mujer desnuda, en forma de cubos de aquel juego. Esta noticia causó revuelo entre japoneses, americanos, e incluso latinos que no se habían percatado de aquel nivel. Nintendo no dio explicación alguna acerca de esto. 

## Recepción
Kirby's Dream Land 2 llegó a ser un hito vendiendo más de un millón de unidades y convirtiéndose en un superventas de Game Boy.